# 金民宰
金民宰（韓語：김민재，1979年3月20日—），或译金珉才，韓國男演員。

## 演出作品

### 電視劇
- 2012年：MBC《阿娘使道傳》飾演 馬夫
- 2014年：SBS《Three Days》飾演 黃允宰
- 2014年：KBS2《Big Man》飾演 楊檢察官
- 2014年：OCN《Reset》飾演 朴敏載
- 2015年：KBS2《Drama Special—最後的拼圖》飾演 泰植
- 2015年：KBS2《SPY》飾演 宋鍾赫
- 2015年：KBS2《Drama Special—寻找安捷塔》
- 2015年：SBS《村莊：阿雉阿拉的秘密》飾演 韓俊錫
- 2016年：MBC《結婚契約》
- 2016年：KBS2《任意依戀》飾演 李志申（特别出演）
- 2017年：KBS2《推理的女王》飾演 李東吉
- 2017年：OCN《壞傢伙們：惡的都市》饰演 黄民甲
- 2018年：KBS2《就算死也喜歡》飾演 朴有德
- 2019年：SBS2《熱血司祭》飾演 李鍾權
- 2019年：KBS2《各位國民》飾演 金南華
- 2020年：tvN《謗法》飾演 李煥
- 2022年：Disney+ 《舊案尋兇》飾演 韩其荣
- 2022年：Disney+饰演 安治英
- 2023年：Disney+《舊案尋兇2》飾演 韩其荣
- 2024年：KBS2《抓住你的衣領》飾演 朱永錫
- 2024年：MBC《搜查班長1958》飾演 白饕蜥
- 2024年：Disney+《逆貧大叔》饰演 刘延哲
- 2024年：tvN《假释审查官李汉信》饰演 徐东勋
- 2025年：Disney+《下流大盜》飾演 德山骨董店被騙的買家(EP3)

### 電影
- 2007年：《密陽》
- 2008年：《宿命》飾演 網吧服務員
- 2008年：《好家伙、坏家伙、怪家伙》
- 2010年：《小小蓮池》
- 2010年：《影島大橋》
- 2010年：《不法交易》
- 2011年：《逮捕王》
- 2011年：《白鯨記》
- 2011年：《貓：看見死亡的雙眼》飾演 動物救助人員
- 2011年：《第七礦區》飾演 直升機飛行員2
- 2011年：《Countdown》
- 2011年：《特別搜查本部》
- 2011年：《完美遊戲》
- 2012年：《火車》飾演 東宇
- 2012年：《銀嬌》
- 2012年：《馬屁精》
- 2012年：《鐵線蟲入侵》
- 2012年：《間諜》
- 2013年：《26年》
- 2013年：《男人使用說明書》飾演 趙承煥
- 2013年：《同窗生》飾演 眼鏡
- 2014年：《諜影殺機》
- 2014年：《逆鱗》飾演 崔世福
- 2014年：《道熙呀》飾演 俊昊
- 2014年：《殺手的品格（朝鲜语：우는 남자）》飾演 朴組長
- 2014年：《首爾愛戀》
- 2014年：《國際市場》飾演 尹道柱
- 2015年：《無賴漢》飾演 閔英奇
- 2015年：《辣手警探》飾演 管轄警察
- 2015年：《愛上變身情人》飾演 金宇振
- 2015年：《獨家報導：良辰殺人》飾演 崔記者
- 2016年：《追兇倒數十五日》饰演 事务局长
- 2017年：《軍艦島》
- 2017年：《殺人者的記憶法》
- 2018年：《非賣品》
- 2019年：《蠻牛》
- 2019年：《惡霸警察（朝鲜语：악질경찰 (2019년 영화)）》飾 金民宰
- 2019年：《沒有你的生日（朝鲜语：생일 (영화)）》飾演 出入境職員（特別出演）
- 2019年：《青春催落去》飾演 郭成武（友情出演）
- 2019年：《錢力遊戲》飾演 柳敏俊
- 2020年：《屍速列車：感染半島》飾演 黃中士
- 2020年：《最佳人生（英语：Snowball (2020 film)）》飾演 貼紙照片商店老闆（特別出演）
- 2021年：《亞洲天使（英语：The Asian Angel）》飾演 崔正宇
- 2022年：《闲山：龙的出现》飾演 李彦良
- 2022年：《扭曲的家》飾演 賢民
- 2022年：《迷惑》
- 2023年：《对外秘密》饰演 文章浩
- 2023年：《蜘蛛網》飾演 金部長
- 2023年：《犯罪都市3》飾演 金萬才
- 2024年：《犯罪都市4》饰演 金万才
- 2024年：《消防员》饰演 勇泰

## 综艺节目
- 2024年：SBS《同床異夢2—你是我的命運》[4]

## 奖项荣誉
| 年份   | 颁奖礼           | 奖项       | 入围者                     | 结果 | 参考  |
| ------ | ---------------- | ---------- | -------------------------- | ---- | ----- |
| 2024年 | 第44届黄金摄影奖 | 最佳男配角 | 《犯罪都市4》              | 獲獎 | [ 5 ] |
| 2025年 | SBS演藝大獎      | 最佳情侣奖 | 《同床異夢2—你是我的命運》 | 獲獎 | [ 6 ] |

## 備註
1. ↑  《謗法》片頭顯示之漢字

## 外部連結
- 金民宰的Instagram帳戶
- 金民宰在NAVER上的资料
- 金民宰在韩国电影数据库（KMDb）上的資料（韓語）
- 金民宰在互联网电影资料库（IMDb）上的資料（英文）